# Departamento Guachipas
Das Departamento Guachipas liegt im Süden der Provinz Salta im Nordwesten Argentiniens und ist eine von 23 Verwaltungseinheiten der Provinz.
Es grenzt im Westen und Norden an das Departamento La Viña, im Osten an die Departamentos Metán und Rosario de la Frontera und im Süden an die Departamentos La Candelaria und Cafayate sowie die Provinz Tucumán.
Die Hauptstadt des Departamento ist das gleichnamige Guachipas.

## Städte und Gemeinden
Das Departamento Guachipas ist in folgende Gemeinden (Municipios) aufgeteilt:
- Guachipas
- Alemanía
- Cebilar
- Pampa Grande